# Retour à Babylone
Retour à Babylone (arabisch العودة إلى بابل, DMG al-ʿauda ilā Bābil) ist ein Dokumentarfilm des irakischen Filmregisseurs Abbas Fahdel aus dem Jahre 2002.
Der Film wurde kurz vor dem Einmarsch der Amerikaner gedreht und ist ein Dokument über die schon damals aussichtslose Lage einer Bevölkerung, die noch nicht wusste, dass es noch schlimmer kommen kann.

## Inhalt
Nach 25 Jahren Exil kehrt der irakische Filmregisseur Abbas Fahdel in sein Land zurück. In Babylon, seiner Heimatstadt, sucht er seine alten Freunde wieder auf, erkundigt sich nach ihrem Leben und fragt sich, was aus seinem eigenen Leben geworden wäre, wäre er nicht ausgewandert. 
Über diese persönlichen Begegnungen kommt die leidvolle Geschichte der letzten zwanzig Jahre und die schwierige Situation des Iraks zum Vorschein: ein Land, das noch die tragischen Konsequenzen des Embargos, des Krieges gegen den Iran und des Golfkrieges im alltäglichen Leben spürt.